# دیوان عالی هلند

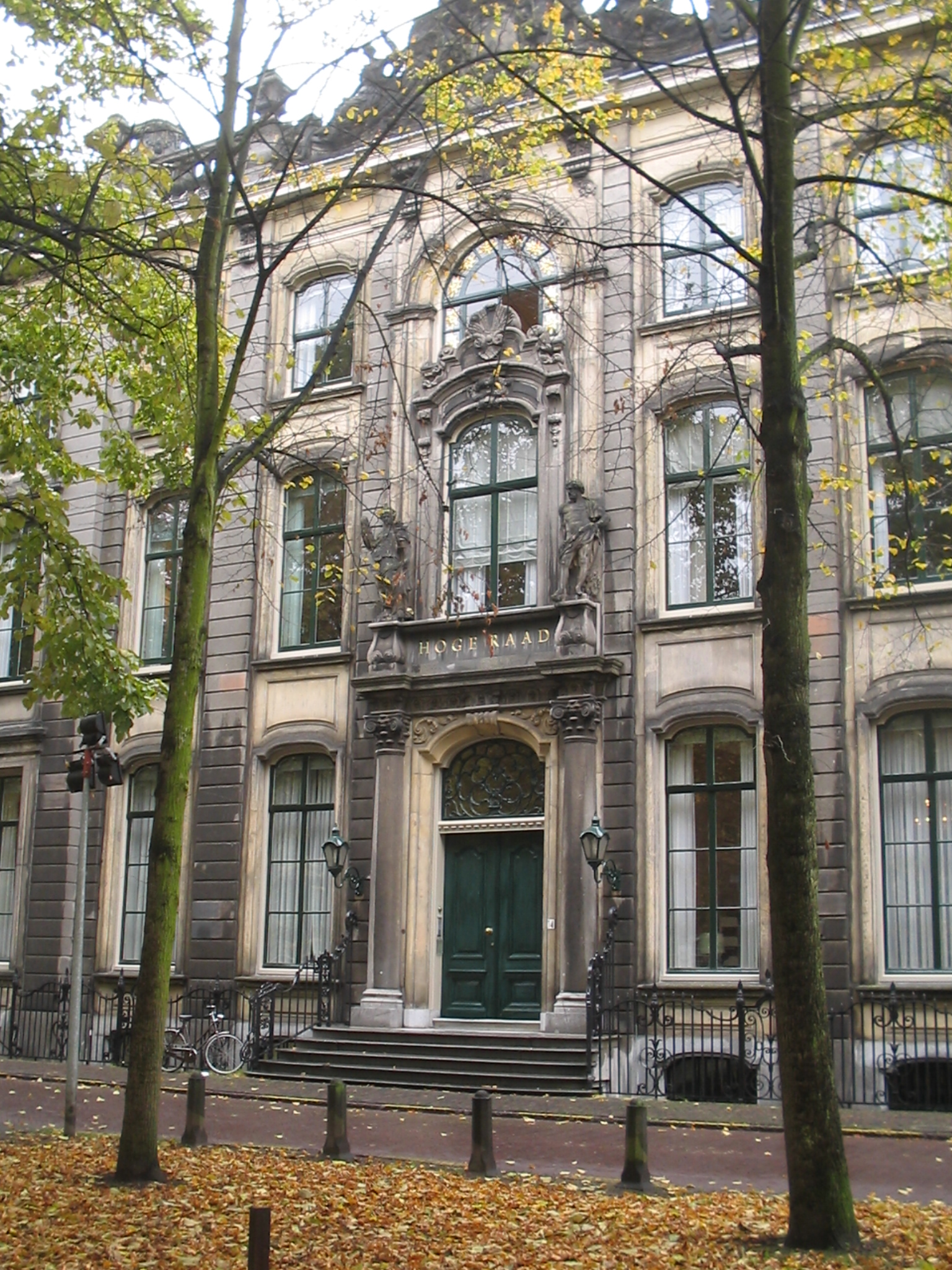
دیوان‌عالی هلند

دیوان‌عالی هلند (به انگلیسی: Supreme Court of the Netherlands)، بالاترین نهاد قضایی در کشور هلند می‌باشد.

## دیوان‌عالی هلند
این دیوان در شهر لاهه استقرار یافته است. هر استیناف در دیوان عالی کشور، توسط سه الی چهار قاضی مورد بررسی قرار می‌گیرد.